# Exogone naidinoides
Exogone naidinoides är en ringmaskart som beskrevs av Westheide 1974. Exogone naidinoides ingår i släktet Exogone och familjen Syllidae. Inga underarter finns listade i Catalogue of Life.